# Itame plumosata
Itame plumosata là một loài bướm đêm trong họ Geometridae.